# سبخة ودران

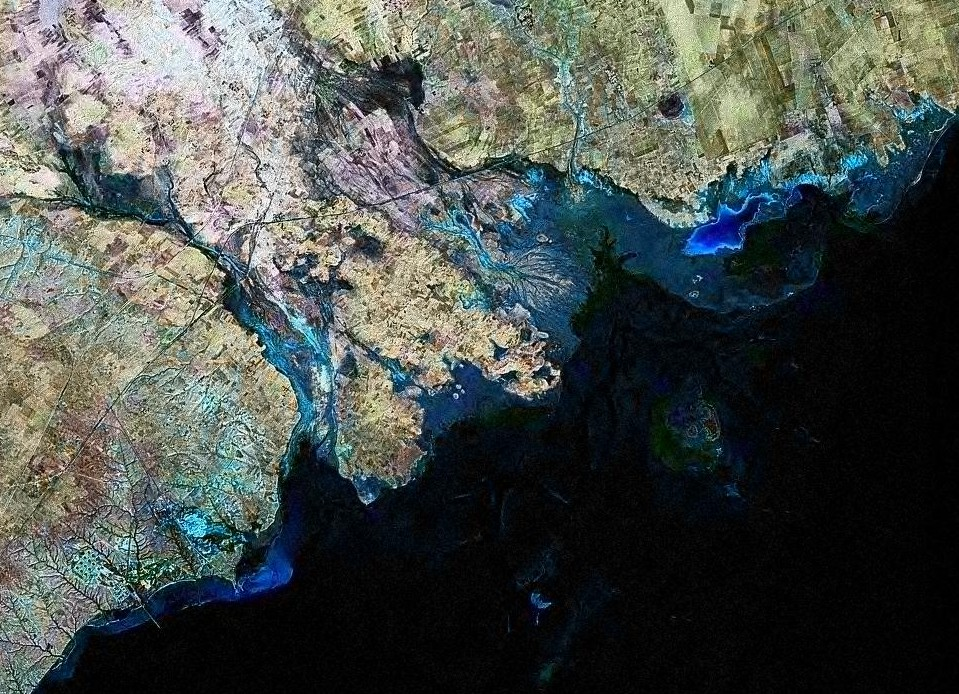
صورة فضائية تظهر سبخة ودران وأرخبيل الكنائس

سبخة ودران سبخة تقع بالجنوب الشرقي التونسي، شمال شرقي مدينة الصخيرة وعلى بعد حوالي 20 كم جنوب غربي مدينة المحرس. يقع بها أرخبيل الكنائس.
| سبخة ودران |